# شهرستان تول (مونتانا)
شهرستان تول، مونتانا (به انگلیسی: Toole County, Montana) یک سکونتگاه مسکونی در ایالات متحده آمریکا است که در ایالت مونتانا واقع شده‌است.

## خصوصیات
شهرستان تول ۵٬۰۴۰٫۱۵ کیلومترمربع مساحت دارد.